# Vlag van Essonne

Vlag van Essonne

De vlag van Essonne is de niet-officiële vlag van het Franse departement Essonne. Net als de meeste andere departementen van Frankrijk heeft Essonne geen officiële vlag, maar wordt de hier rechts afgebeelde vlag op niet-officiële wijze gebruikt. De vlag is afgeleid van het wapen van dit departement.
De vlag heeft een blauwe achtergrond, met een witte golvende baan die van linksboven naar rechtsonder doorloopt. Aan de linkerkant van de vlag is bezaaid met gele lelies. Aan de rechterkant van de vlag staat de gestileerde karbonkel.
De karbonkel symboliseert een atoom en verwijst naar het nucleaire onderzoek in het departement. De halve lelie komt uit de vlag van de historische provincie Île-de-France en de golvende schuinbalk staat voor de rivieren de Seine en de Essonne. De vlag is geïnspireerd op het ontwerp van het wapen dat op 6 maart 1989 officieel is aangenomen en ontworpen werd door Suzanne Gauthier.
Naast deze vlag is er een logovlag in gebruik.

Historische vlag van Île-de-France
Logovlag